# Tíryns

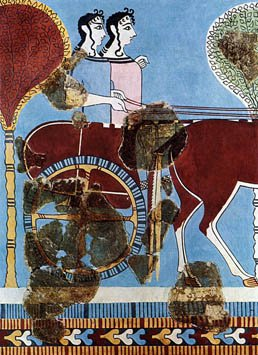
Zrekonstruovaná freska

Tíryns (řecky Τίρυνς) je archeologická lokalita v Řecku nedaleko Mykén s pozůstatky mykénské kultury. Ve 2. tisíciletí př. n. l. zde bylo opevněné město, jehož rozkvět se datuje do doby kolem 13. století př. n. l. Od roku 1999 byl Tíryns spolu s Mykénami zařazen na Seznam světového dědictví UNESCO.

## Legenda
Podle legendy byl prvním králem Tíryntu Proitos, který si pozval jednooké obry Kyklopy, aby mu postavili pevný a mohutný hrad.

## Archeologický výzkum
V letech 1876 a 1885 zde prováděl vykopávky německý podnikatel, obchodník a archeolog Heinrich Schliemann. Pozdější výzkumy pod vedením Wilhelma Dörpfelda, Kurt Müllera a Georga Karo, které byly provedeny v letech 1905 až 1929 daly další závěry o kdysi významném starověkém městě. Od roku 1976 byl Tíryns opět systematicky zkoumán německými archeology. Do roku 1986 pod vedením Klause Kiliana, později pod vedením jiných vědců z univerzity v Heidelbergu a Německého archeologického ústavu.

## Hrad
Táhlý kopec lze rozdělit na tři části: horní město (akropole), střední město a dolní město. Skutečnost, že zde existovalo významné osídlení už v době bronzové prokazují pozůstatky impozantní kruhové budovy v oblasti akropole.

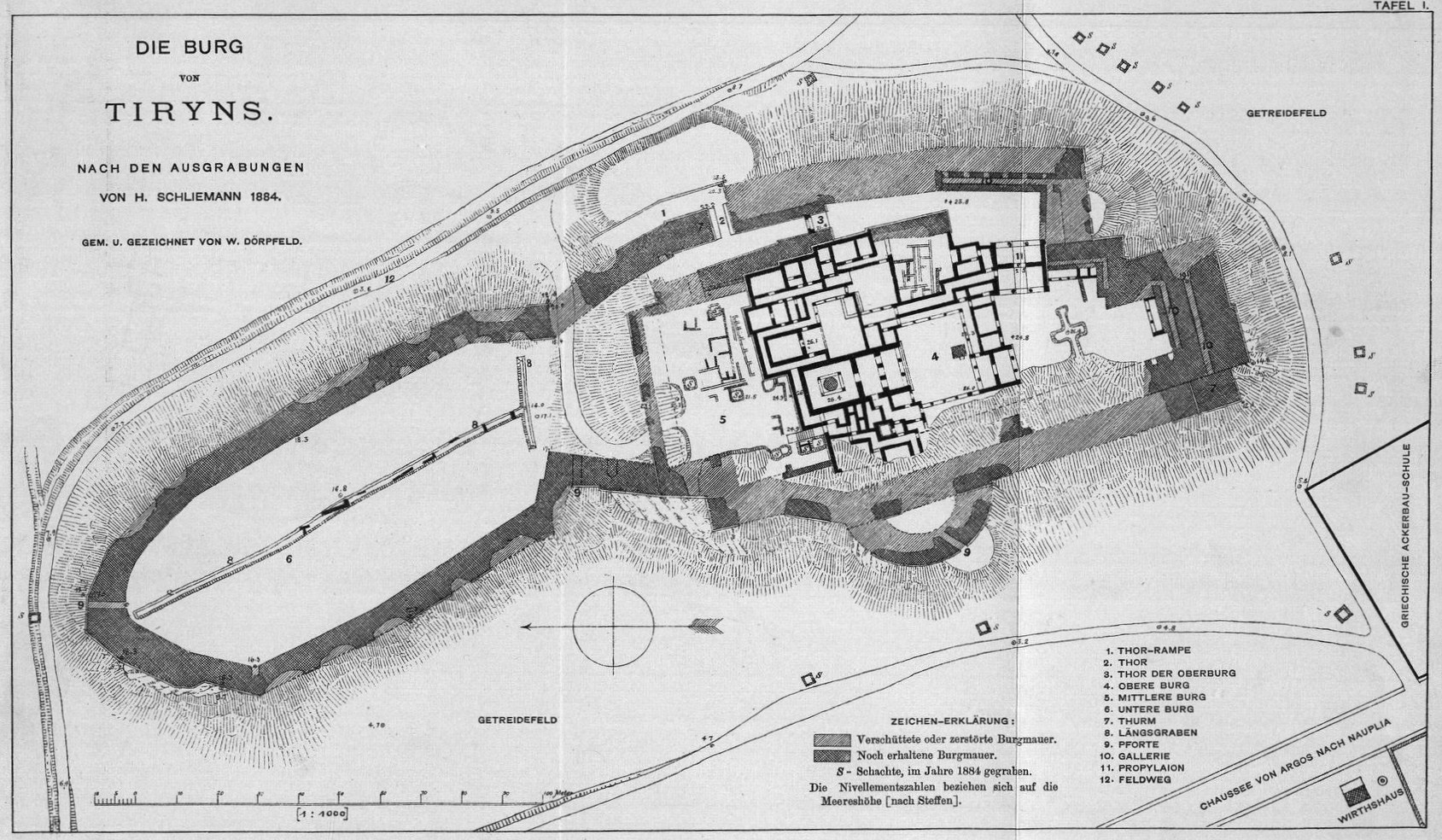
Plán hradu

V době cca 1600 až 1050 př. n. l. patřily Tíryns, Mykény, Argos, Théby, Pylos a Knóssos mezi nejvýznamnější centra mykénské kultury. O bývalé nádheře tohoto města svědčí velmi dobře zachovalé ruiny královského paláce, jehož stěny byly vyzdobeny freskami, a zbytky hradeb (Kyklopské zdivo). Jednotlivé kameny byly až tři metry dlouhé a metr široké. Jsou naskládány k sobě bez použití malty. Výška hradeb v některých místech dosahuje až 7 m. Původní výška je odhadována na 9 m až 10 m. Stěny jsou velmi silné, tloušťka obvykle dosahuje 6 m. V místech, kde jsou tunely, činí až 17 m. Nejstarší část hradeb byla postavena ve 14. století př. n. l. (akropole). Střední a dolní část pochází ze 13. století př. n. l..
I přes zdánlivě nepřekonatelné opevnění byl Tíryns na počátku 12. století př. n. l. zničen. Příčinou mohlo být silné zemětřesení, které tuto oblast v uvedené době prokazatelně zasáhlo. Na troskách starého paláce byla postavena nová budova. Město se i po katastrofě systematicky dále rozvíjelo. Toto zjištění je v rozporu s částečným odlivem obyvatel z jiných mykénských center ve 12. století př. n. l.
V období 1050 př. n. l. až 900 př. n. l. existovalo už jenom několik izolovaných osad v dolní části. Rozptýlené osídlení Tíryntu pokračovalo ještě dále v helénistické době a v době starověkého Říma až do byzantského období (10. století až 14. století).

## Galerie

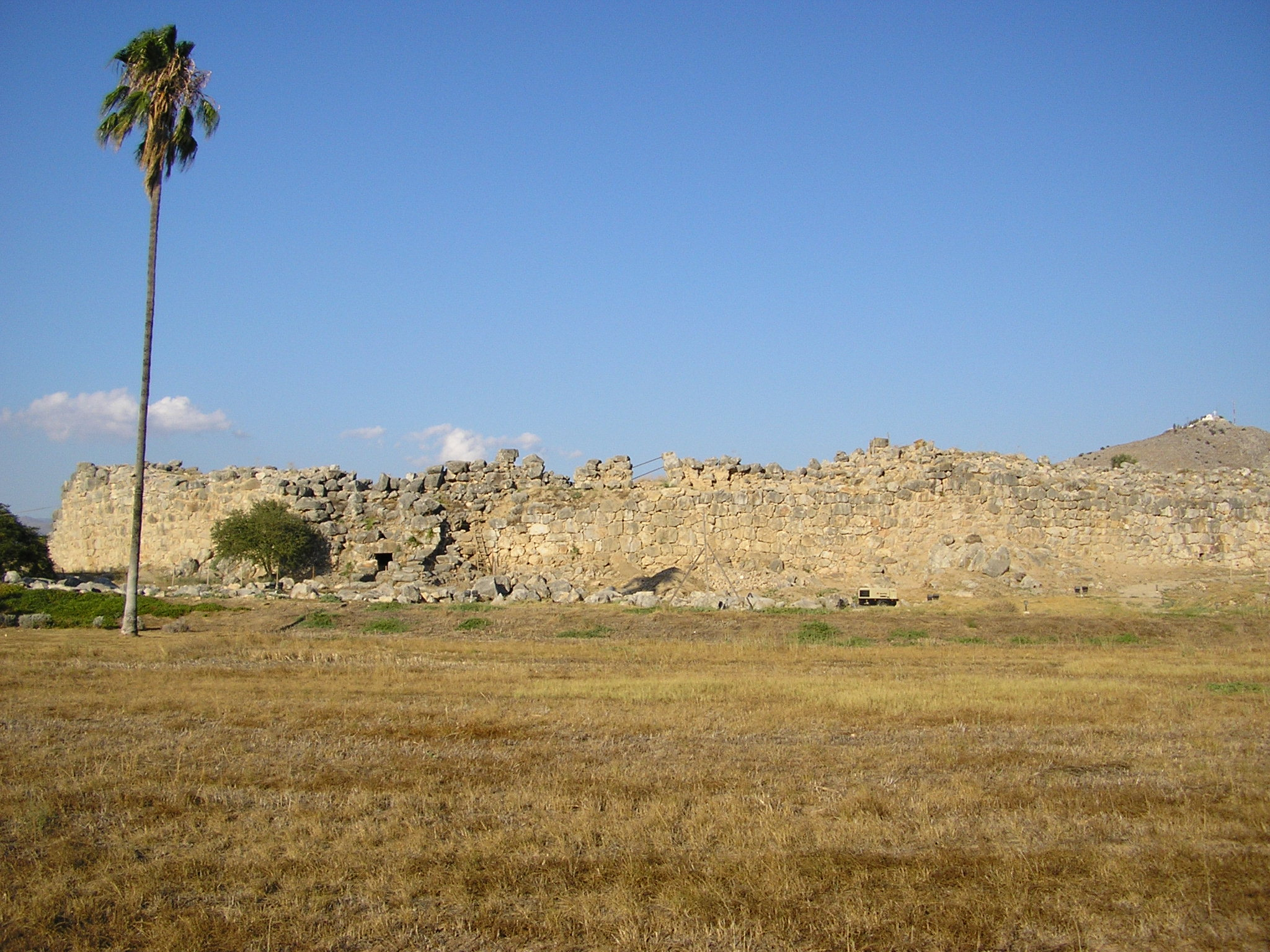
Pohled na Tíryns
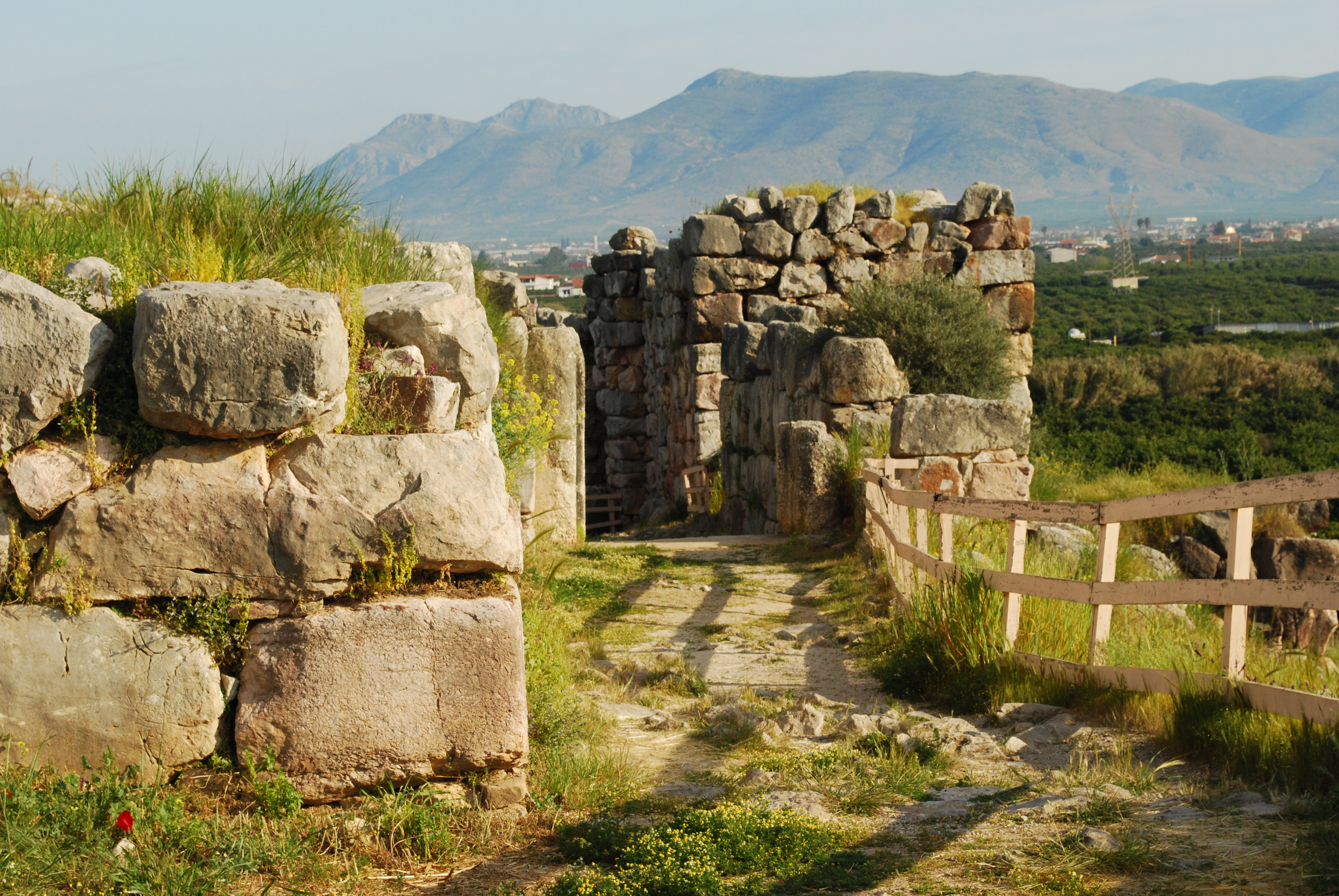
Kyklopské zdivo
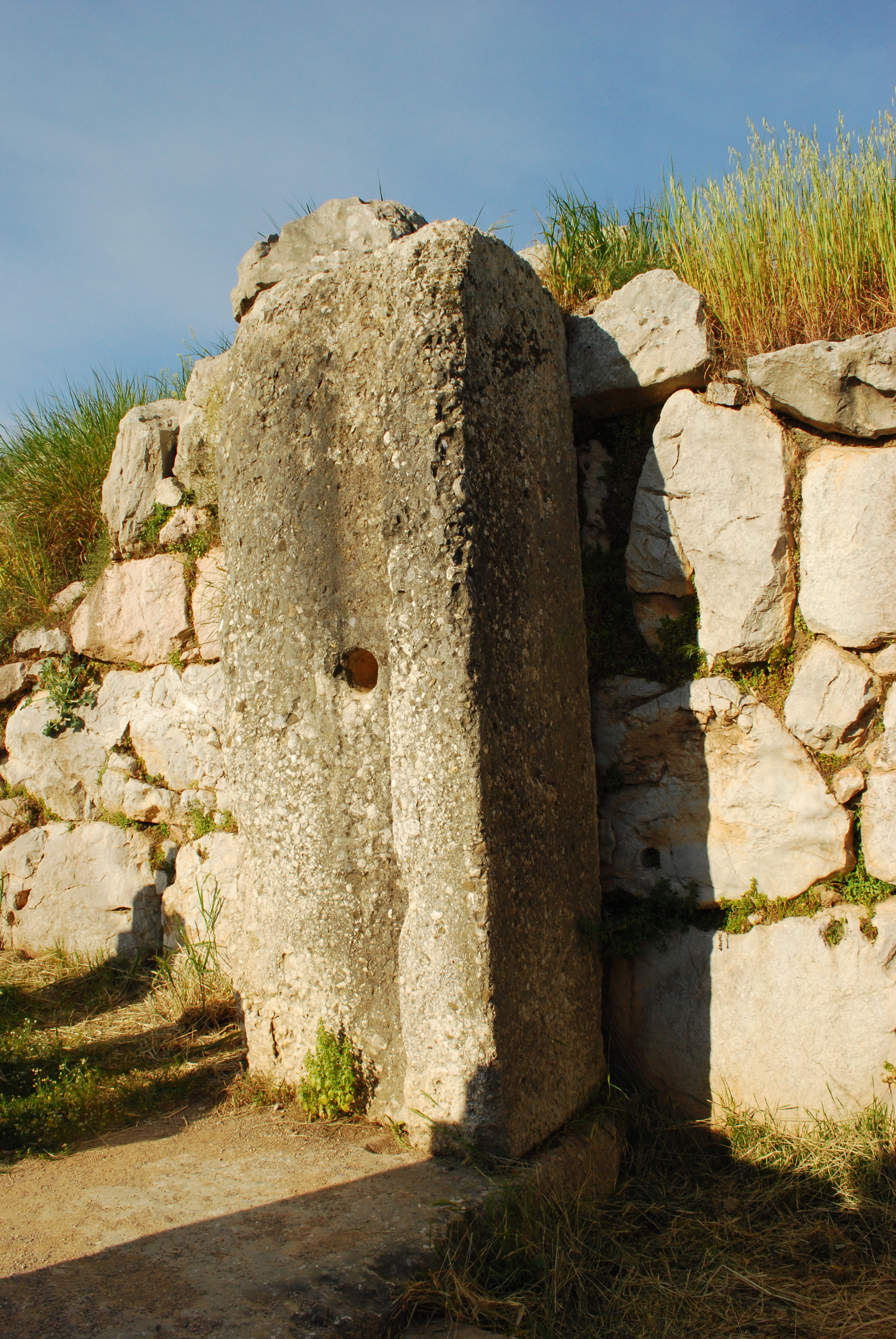
Detail opevnění
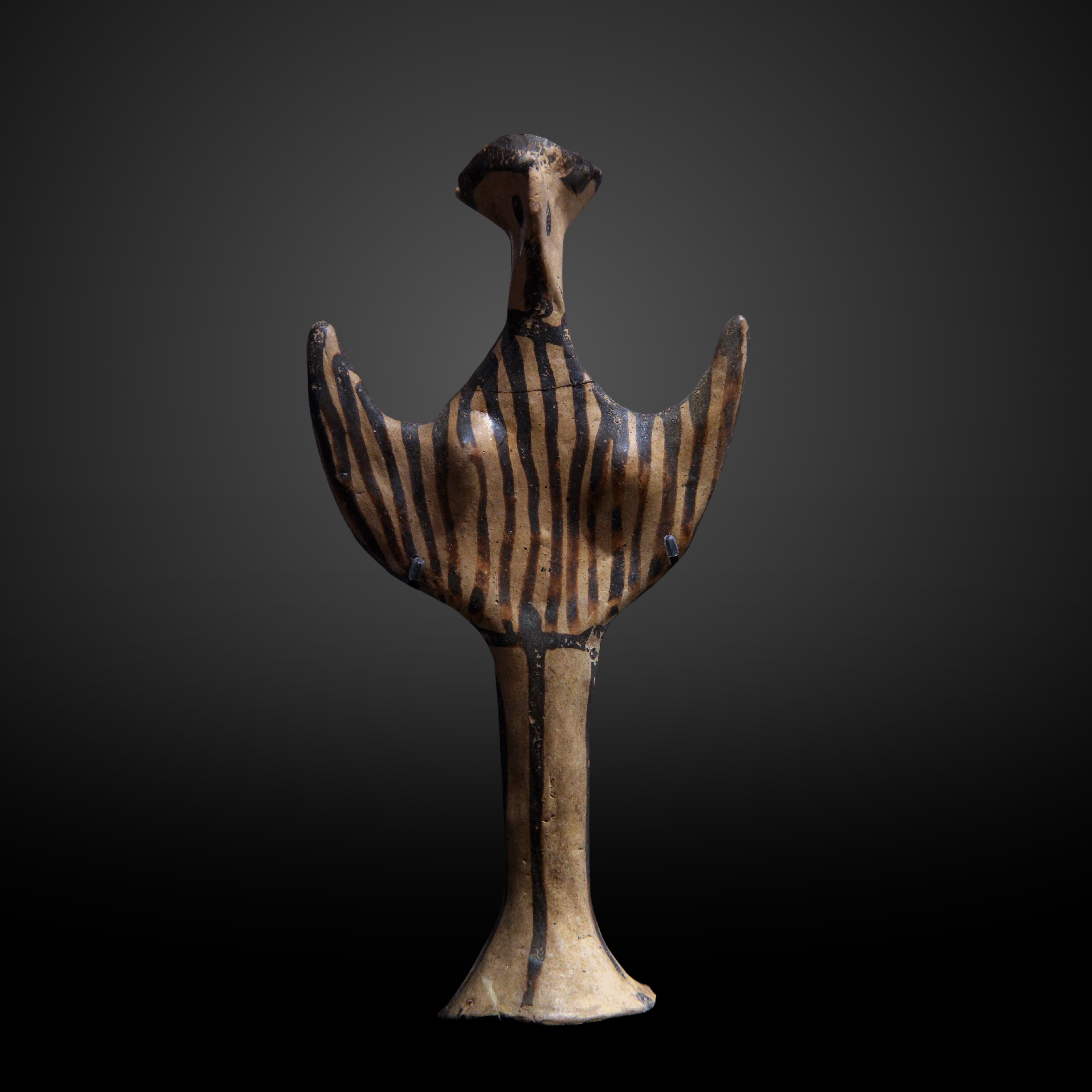
Terakotová soška
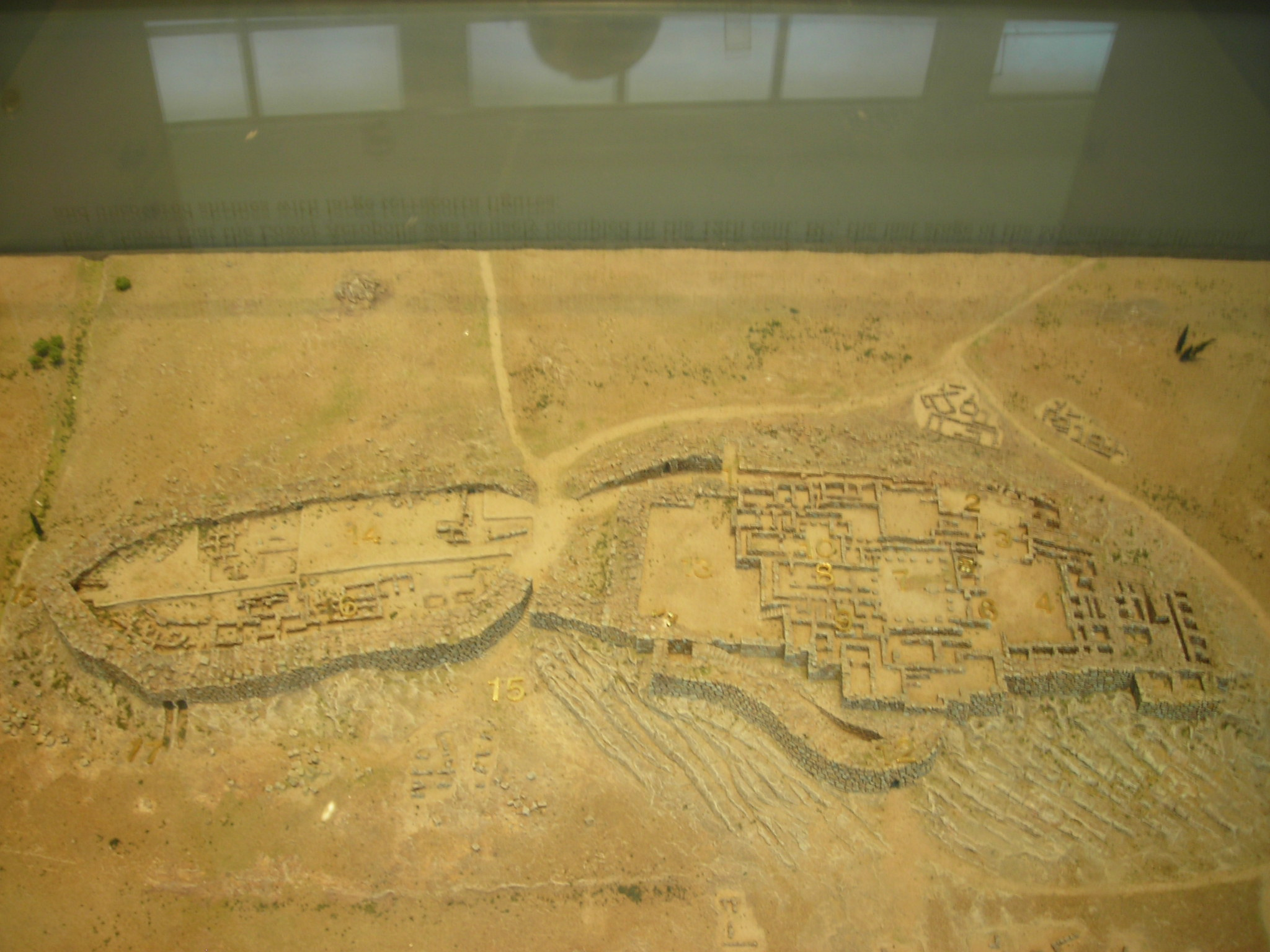
Akropole (model)
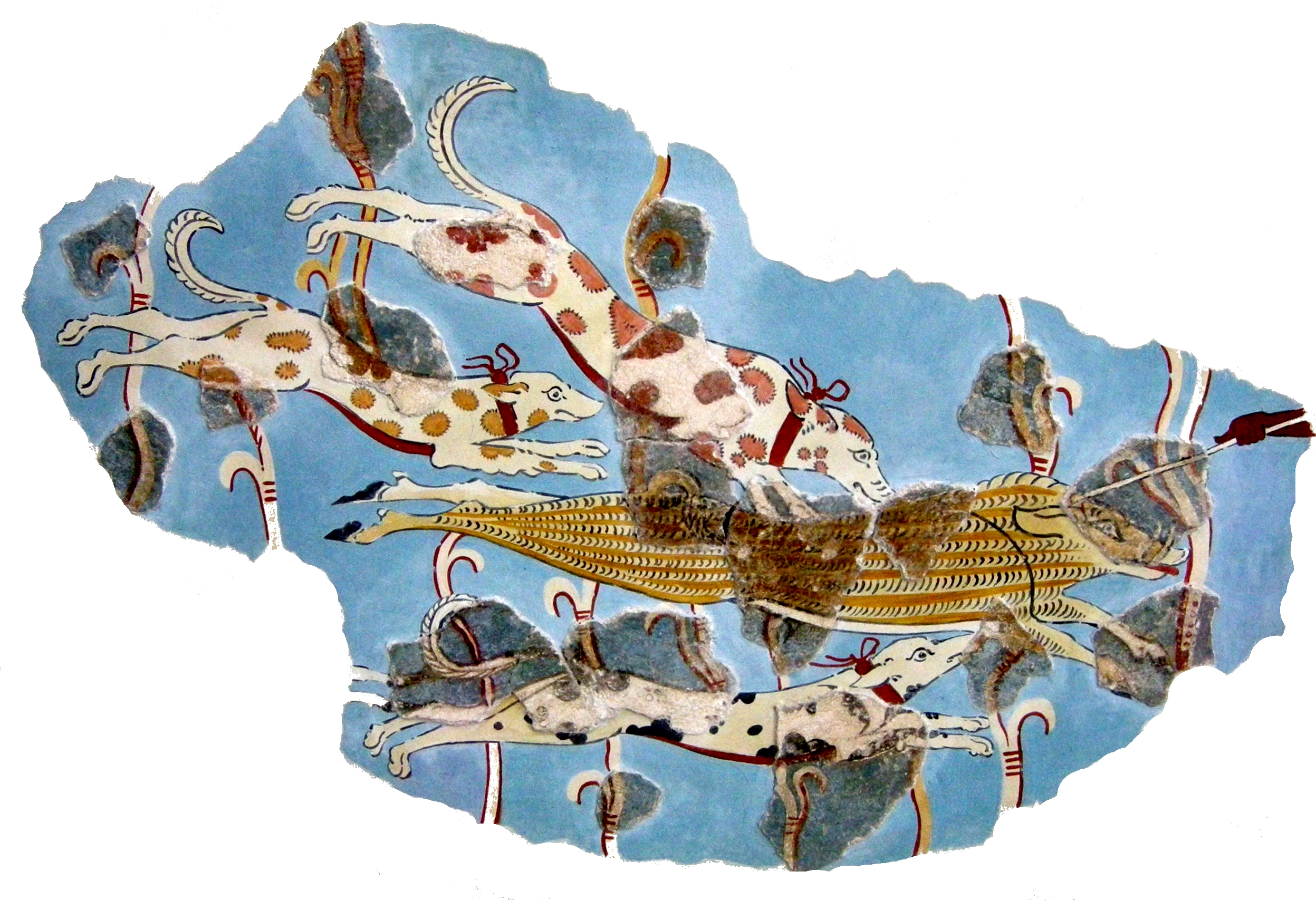
Freska